# Ludwig von Beauveau
Ludwig von Beauveau (* 1620; † 22. Dezember 1688 in London) Comte d’Espense (Espance) war kurbrandenburgischer Generalleutnant, Obrist der Trabantengarde, Diplomat und Oberstallmeister.
Er ging jung in französische Dienste und kämpfte im Dreißigjährigen Krieg, er wurde dabei bis zum Maréchal de camp befördert. Aber da er ein bekennender Protestant war, konnte er in der französischen Armee nicht weiter vorankommen. So wechselte er in das Kurfürstentum Brandenburg. Dort wurde er am 1. November 1668 zum Generalwachtmeister zu Roß und Obrist der Trabantengarde ernannt. 1671 wurde er auch Chef der Leibgarde zu Pferd. Durch seine guten Kontakte erreichte er 1672, dass die französische Kolonie in Berlin ihren Gottesdienst öffentlich feiern durfte. Vom 15. bis 28. Oktober 1672 war er auf diplomatischer Mission in Kurmainz, um den dortigen Kurfürsten zum Kampf gegen die Franzosen zu überreden. Zwischen 1672 und 1674 nahm er dann auch mit dem brandenburgischen Kurfürsten an dem Feldzug gegen Frankreich teil. Am 2. März 1675 erhielt er seine Demission. 1678 war er aber wieder auf diplomatischer Mission in Frankreich, um den Frieden von Nimwegen vorzubereiten. Am 25. Oktober 1678 war er der Vertreter Frankreichs bei geheimen diplomatischen Treffen mit dem brandenburgischen Minister Meinders in Holland. Im Jahr 1682 wurde er in den brandenburgischen Kriegsrat aufgenommen, wo er mit Derfflinger, Anhalt und Hessen-Homburg den Kurfürsten beraten sollte. Dieses wurde auch mit einer Gratifikation von 83 Talern monatlich belohnt.
Am 10. (oder 20.) Januar 1679 wurde er zum kurfürstlich brandenburgischen Oberstallmeister ernannt und im Jahr 1684 wurde er Generalleutnant. Als der Markgraf Ludwig 1687 zu Grabe getragen wurde, begleitete er den Kurfürsten. Beim Begräbnis des Kurfürsten Friedrich Wilhelm im Jahr 1688 begleitete er dieses Mal den neuen König Friedrich.
Im Jahr 1688 wurde er als Vertreter des brandenburgischen Kurfürsten nach London geschickt, um dem neuen König Wilhelm von Oranien zur Thronbesteigung zu gratulieren. Kurz danach kam es aber zum Bruch mit dem Kurfürsten, da dieser seinen Freund Hans Adam von Schöning zum Feldmarschallleutnant beförderte. Er erhielt seine geforderte Demission und starb kurze Zeit später in London.